# Байонна (округ)
Округ Байонна (фр. Arrondissement de Bayonne) — округ у Франції, в департаменті Атлантичні Піренеї. 2023 року округ об'єднував 122 муніципалітети, населення становило 306 099 осіб.
Адміністративний центр (супрефектура) — Байонна.

## Муніципалітети
Список муніципалітетів округу та їхні коди INSEE:
1. Аакс-Альсьєтт-Баскассан (64008)
2. Аец (64009)
3. Аїсіритс-Каму-Сюаст (64010)
4. Альдюд (64016)
5. Альсу (64255)
6. Амандекс-Онекс (64018)
7. Аморотс-Сюккос (64019)
8. Англет (64024)
9. Андай (64260)
10. Ано (64026)
11. Аранку (64031)
12. Арансюс (64045)
13. Арбератс-Сієг (64034)
14. Арбонн (64035)
15. Арбуе-Сюссот (64036)
16. Арканг (64038)
17. Армандаритс (64046)
18. Арнегюї (64047)
19. Аррот-Шарритт (64051)
20. Ару-Іторотс-Олаїбі (64049)
21. Аскарат (64066)
22. Аскен (64065)
23. Аспарран (64256)
24. Байонна (64102)
25. Банка (64092)
26. Бардос (64094)
27. Бассюссаррі (64100)
28. Беаск-Лапіст (64106)
29. Бегіос (64105)
30. Беорлегюї (64107)
31. Бергуе-В'єлленав (64113)
32. Бері-сюр-Жуаєз (64120)
33. Біарриц (64122)
34. Бідар (64125)
35. Бідарре (64124)
36. Бідаш (64123)
37. Бір'яту (64130)
38. Бонлок (64134)
39. Брискус (64147)
40. Буко (64140)
41. Бюнюс (64150)
42. Бюссюнаритс-Сарраскетт (64154)
43. Бюстенс-Іриберрі (64155)
44. Вільфранк (64558)
45. Габат (64228)
46. Гамарт (64229)
47. Гарріс (64235)
48. Гетарі (64249)
49. Гіш (64250)
50. Домезен-Беррот (64202)
51. Еерр (64086)
52. Елетт (64259)
53. Еніс-Монжелос (64013)
54. Еноа (64014)
55. Енсій (64011)
56. Еспелетт (64213)
57. Естерансюбі (64218)
58. Етшаррі (64221)
59. Жаксю (64283)
60. Жатксу (64282)
61. Жуксю (64285)
62. Ібарроль (64267)
63. Іларр (64272)
64. Іольді (64271)
65. Іриссаррі (64273)
66. Ірулегюї (64274)
67. Іспур (64275)
68. Істюритс (64277)
69. Ітксассу (64279)
70. Кам (64161)
71. Камбо-ле-Бен (64160)
72. Ла-Бастід-Клеранс (64289)
73. Лабетс-Біскай (64294)
74. Лакарр (64297)
75. Лантабат (64313)
76. Лаонс (64304)
77. Ларрессор (64317)
78. Ларрибар-Сорапюрю (64319)
79. Ларсево-Аррос-Сібітс (64314)
80. Ласс (64322)
81. Лекемберрі (64327)
82. Лоїтзен-Уаєрк (64345)
83. Луоссоа (64350)
84. Люкс-Семберрот (64362)
85. Маке (64364)
86. Мандів (64379)
87. Мандіонд (64377)
88. Маспаррот (64368)
89. Меарен (64375)
90. Мугерр (64407)
91. Орег (64425)
92. Орсанко (64429)
93. Оссерен-Риварет (64435)
94. Оссес (64436)
95. Оста (64265)
96. Остабат-Асм (64437)
97. Паголь (64441)
98. Самес (64502)
99. Сар (64504)
100. Саро (64166)
101. Сен-Жан-де-Люз (64483)
102. Сен-Жан-ле-В'є (64484)
103. Сен-Жан-П'є-де-Пор (64485)
104. Сен-Жуст-Ібарр (64487)
105. Сен-Мартен-д'Арберу (64489)
106. Сен-Мартен-д'Арросса (64490)
107. Сен-Мішель (64492)
108. Сен-Пале (64493)
109. Сен-Пе-сюр-Нівель (64495)
110. Сен-П'єрр-д'Ірюб (64496)
111. Сент-Естебан (64476)
112. Сент-Етьєнн-де-Баїгоррі (64477)
113. Сібур (64189)
114. Сураїд (64527)
115. Сюескен (64528)
116. Юарт-Мікс (64539)
117. Юарт-Сіз (64538)
118. Юрепель (64543)
119. Юркюї (64540)
120. Юррюнь (64545)
121. Юрт (64546)
122. Юстаритс (64547)